# Durhami székesegyház és vár
A durhami székesegyház és vár Anglia északkeleti részében fekvő Durham (ejtsd: darem) városának világhírű építészeti emlékei. Mindkettő 1986 óta az UNESCO világörökségének része.

## A székesegyház
A Krisztus, Szűz Mária és Szent Cuthbert-székesegyházat vagy röviden a durhami székesegyházat 1030-ban alapították, és még ma is a keresztény építészet egyik legszebb alkotása. A normann kori építészet egyik kiemelkedő katedrálisa Európa-szerte, ennek köszönheti a világörökségi besorolást. A vártól délre, a Wear folyó által alkotott félszigeten található. Földrajzi koordinátái: é. sz. 54° 46′ 25″, ny. h. 1° 34′ 33″54.773611°N 1.575833°W
A székesegyház ad otthont Szent Cuthbert síremlékének és a hozzá kapcsolódó kincseknek. Ő egy, a 7. században élt szent. Szintén itt nyugszik Beda Venerabilis. A 66 méter magas toronyba 325 lépcsőn át lehet feljutni, ahonnét Durham és a környék lenyűgöző látványa tárul a szemlélődő szeme elé.
A durhami püspök nagyhatalmú egyházi személy volt egészen a 19. századig. Ez a poszt az angol egyház hiearchiájában a negyedik helyet foglalja el.
A táj látképét uraló hatalmas durhami katedrális, a Krisztus, Szűz Mária és Szent Cuthbert-székesegyház története a vikingek lindisfarne-i támadásával kezdődött. A menekülő szerzetesek égi jel alapján itt találták meg azt a helyet, ahol biztonságba helyezhették Szent Cuthbert földi maradványait. Az ereklyéket máig itt őrzik. Ide építettek a 11. század elején templomot, s Durham gazdag püspöki székhely lett, amelynek feje egyben világi főméltóság is volt, saját törvénykezési és pénzverési joggal. A durhami püspököt csak 1836-ban fosztották meg hatalmától.

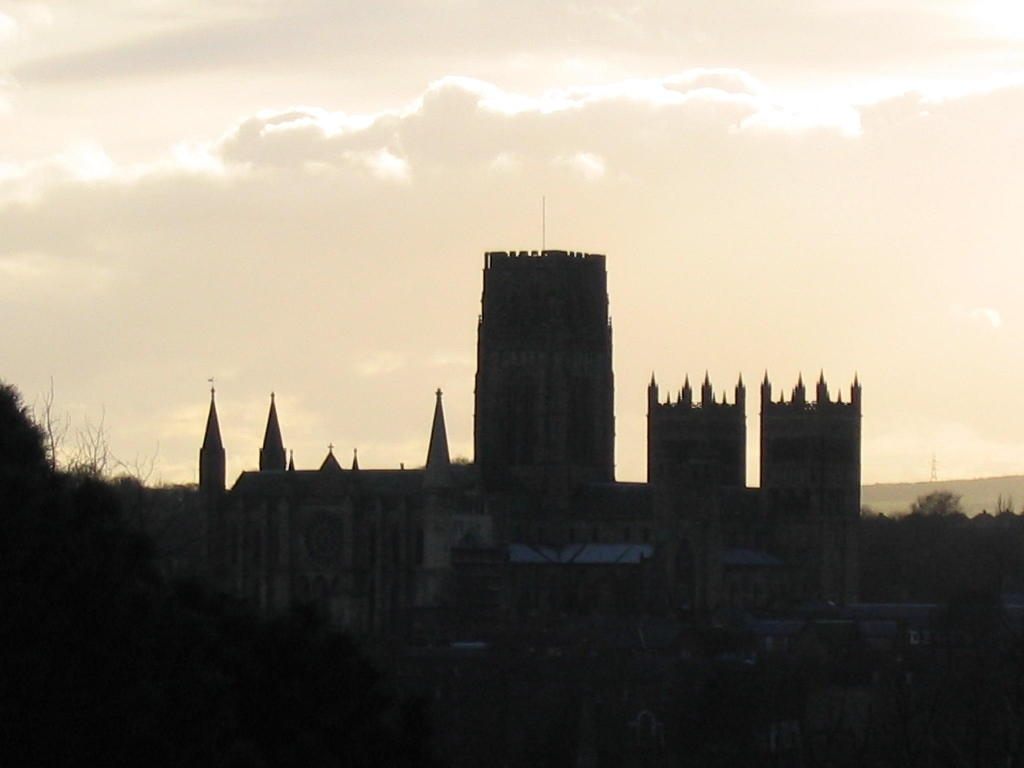
A székesegyház sziluettje

A normann hódítás után, William of St. Carilef hercegérsek idejében, 1093-ban kezdték el a székesegyház építését, amely a normann stílusú apátsági templomok gyönyörű példája. Mivel az épület főbb részei rövid idő, alig 40 év alatt készültek el, stílusa egységes maradt. Ötvöződnek benne a román és a gótikus stílus jegyei: a vaskos pillérek és falak román stílusra utalnak, de a merész és tágas, világos érzetet adó bordás keresztboltozat, amelyet itt készítettek el először, már a gótikát képviseli.
Szent Cuthbert síremléke a székesegyház déli oldalán, a főoltár mögött volt, de VIII. Henrik 1538-ban elpusztíttatta. Ma már csak a kőpadló kopásaiból látszik, hány ezer katolikus zarándok járt évszázadok alatt a szent emlékénél. A katedrális nyugati végében a 12. században építették a Galileai kápolnát vagy Szűz Mária-kápolnát, amelynek mór stílusú ívei vannak. A középkorban csak itt engedték belépni a katedrálisba a nőket. Itt temették el a híres történetíró, Beda Venerabilis földi maradványait.

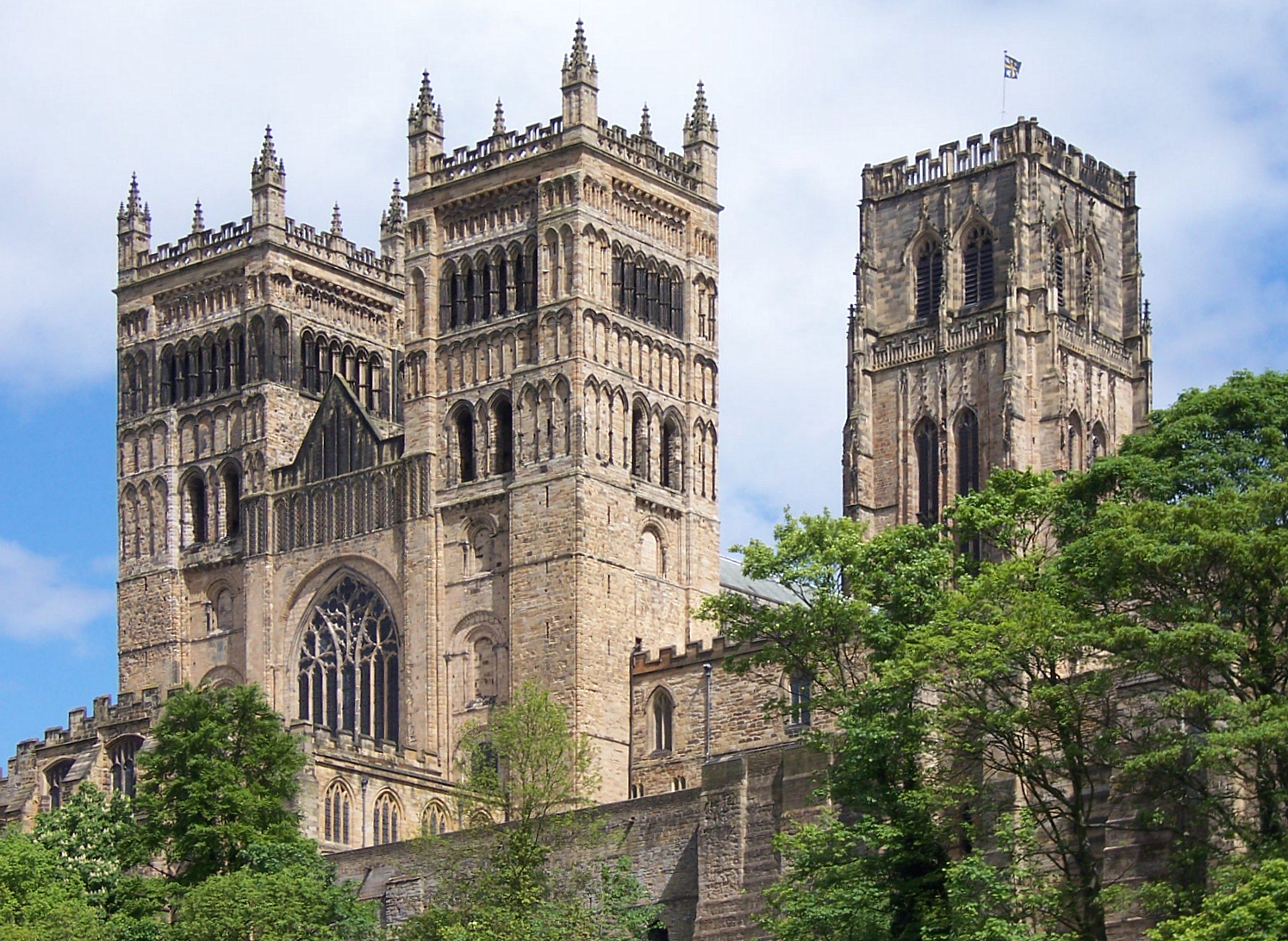
A székesegyház tornyai

Az épület keleti végében 1230 és 1280 között gótikus stílusban épült a Kilencoltár-kápolna, amelynek rózsaablaka a 17. században készült. Itt áll William Van Mildert, az utolsó durhami hercegérsek és a durhami egyetem megalapítójának szobra. A kerengőt és a 65 m magas középső tornyot a 15. században építették.
A durhami székesegyház épülete szerepelt a Harry Potter-filmekben, mint a Roxfort varázsló- és boszorkányképző iskola, így a filmben felfedezhető a híres és jellegzetes templomtorony. Az 1998-ban készült Elizabeth című film egyes jelenetei a katedrális belső tereiben játszódnak.

## A vár

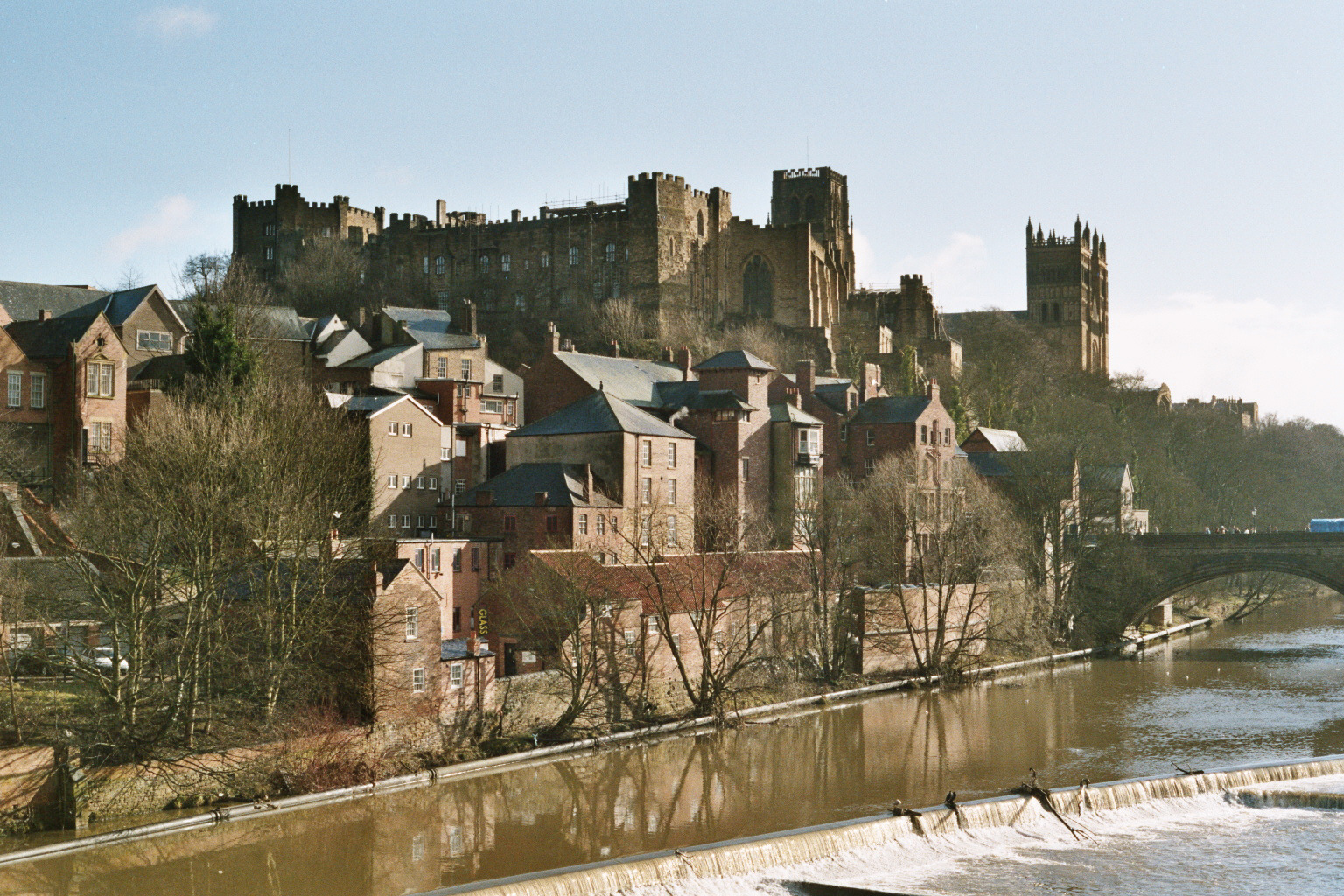
A durhami vár

A durhami vár a Wear folyó felett magasodó domb tetején áll, a katedrálistól északra. A várszerű, többször átépített palotából a püspökök szinte egyeduralkodóként irányították birtokaikat és a határváros védelmét. Az erődítmény évszázadokon keresztül minden háborút sértetlenül vészelt át.
Földrajzi koordinátái: é. sz. 54° 46′ 32″, ny. h. 1° 34′ 34″54.775556°N 1.576111°W
A vár legrégebbi része a földalatti Normann-kápolna, amelyet 1078 körül építettek angolszász stílusban, tehát valószínűleg még a szászok munkája. A 15. században befalazták ablakait, mert a várbörtön részévé alakították. 1655-ben falépcsőt építettek, amely felvezet a normann stílusú galériához. A második világháború alatt itt működött a Királyi Légierő parancsnoksága és megfigyelő központja.

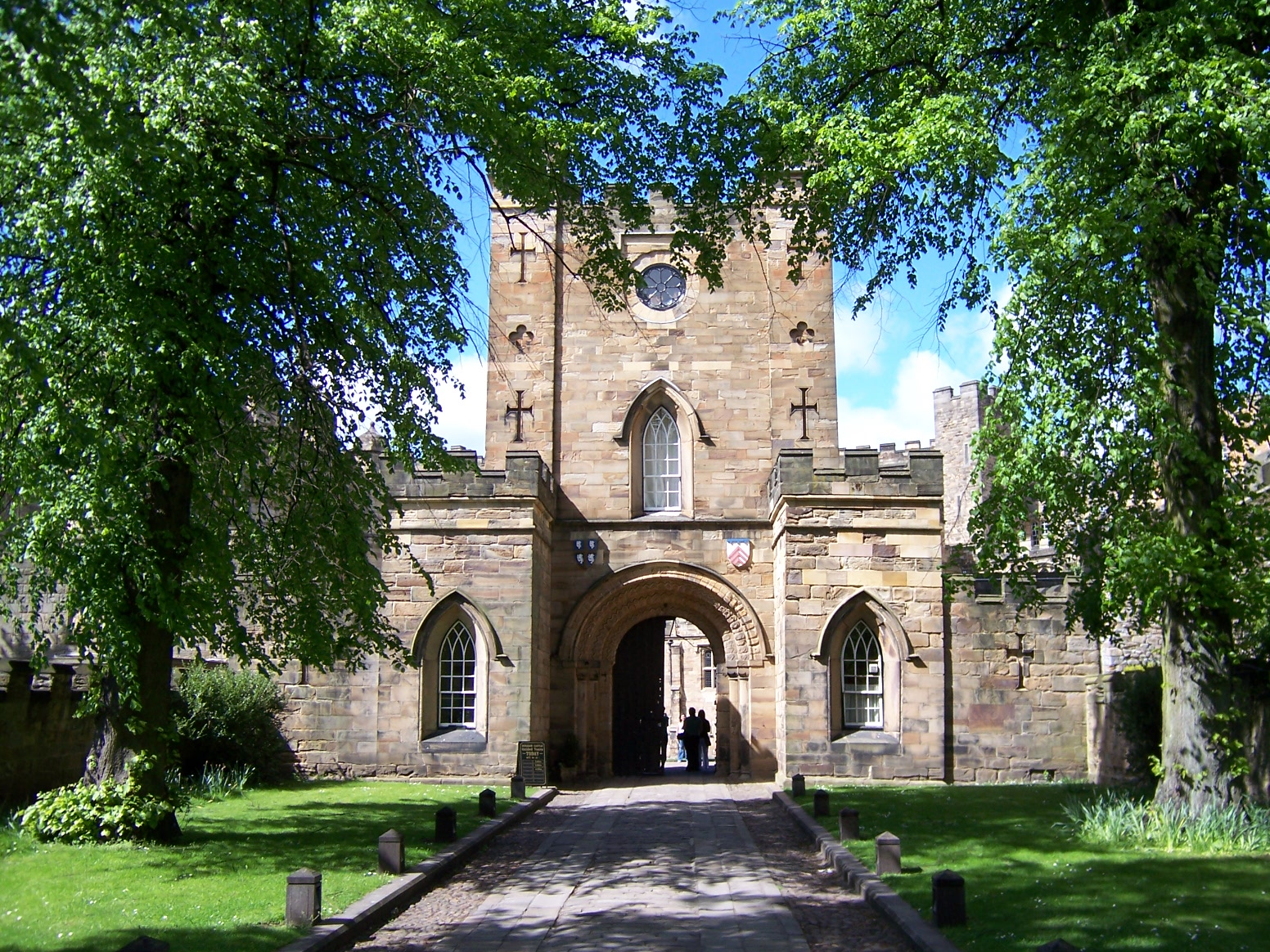
A vár kapuja

A várat újabb és újabb részekkel bővítették: az ebédlőt az 1300-as évek elején, a konyhát és az éléskamrát a 15. században, a vár másik kápolnáját és a felső galériát a 16. században építették. 1840-ben újjáépítették a vártornyot. A vár nagyterme, amelyet a 14. század elején építettek, lenyűgöző méretű volt, a maga idejében a legnagyobb Angliában. Bár a 15. században átalakították, még ma is több mint 30 m hosszú és 14 m magas.
A vár 1840 óta a durhami egyetem kollégiuma, a diákok szobái a vártoronyban találhatóak. Az egyetemi szünetekben szállodaként működik. A két kápolnában istentiszteletet és színházi előadásokat tartanak. A világörökség listájára való felkerülését annak a ténynek köszönheti, hogy nagyon kevés olyan épületet maradt meg, amelyet nem sokkal a normann hódítás után alapítottak, s megszakítás nélkül használtak több mint 900 éven át.